# عدن (آلبوم سارا برایتمن)
عدن (به انگلیسی: Eden) نام آلبومی از خوانندهٔ سوپرانوی انگلیسی، سارا برایتمن، و محصول سال ۱۹۹۸ است. این آلبوم تحت مجوزی از نمو استودیوز به اینجل رکوردز پخش شد.
همانند آلبوم پیشین برایتمن، ماه، عدن ترانه‌های پاپ (که عمدتاً به انگلیسی خوانده شده‌اند) و اپرایی را (که عمدتاً به ایتالیایی خوانده شده‌اند) در کنار هم قرار می‌دهد. این اثر، آغاز تغییری از آثار پیشین وی، چون پروازکردن که تقریباً تماماً به انگلیسی خوانده شد، بود و عناصر بی‌انتها را که تقریباً به کلی اثری اپرایی بود حفظ کرد.
همانند بی‌انتها، این آلبوم شامل یک ترانهٔ راک بلد است: «غبار در باد». این ترانه، به موفقیت فراوانی در رادیوهای برزیل دست یافت، چراکه در موسیقی متن سریال ملودرام 'Um anjo caiu do céu' (فرشته‌ای از بهشت نازل شده) استفاده شده بود. این اثر موفق‌ترین کار او در برزیل است.
ترانهٔ «چیزهای بسیار» براساس ترانهٔ انگلیسی ایرلندی «زن ایرلند» اجرا شده است.